# Alfred Forbin
 (décembre 2024).
Si vous disposez d'ouvrages ou d'articles de référence ou si vous connaissez des sites web de qualité traitant du thème abordé ici, merci de compléter l'article en donnant les références utiles à sa vérifiabilité et en les liant à la section « Notes et références ».
Alfred Forbin est un des premiers marchands de timbres fiscaux en France.

## Biographie

### Enfance et formation
Né à Paris le 13 février 1872 et décédé à Clichy le 14 août 1956.

### Carrière
Il publie en 1931 un catalogue mondial qui fait encore référence[réf. nécessaire].

### Commerce de timbres
Forbin entame son commerce de timbres dès 1890, et ouvre en 1900 à Paris une boutique qui aura plusieurs adresses: Rue Drouot, puis 24 Rue de Milan, puis 80 rue Saint-Lazare, et enfin 35 rue de Berne.
En 1902, Théodore Champion, qui a été témoin de son mariage, lui achète le commerce, et Forbin se consacre dès lors aux timbres fiscaux. En 1905, Forbin acquiert la collection de timbres fiscaux du Dr Legrand.

### Mort
Forbin a été, jusqu'à son décès en 1956, en contact avec des sociétés philatélistes partout dans le monde, notamment internationales comme The Revenue Society (en).
La mort d'Alfred Forbin, le 14 août 1956, est saluée par des revues The American Revenuer et L'Échangiste Universel.

## Catalogues
Le catalogue de Forbin recense les timbres fiscaux du monde entier. Sa dernière édition, qui date de 1915, n'a jamais été remplacée, et est encore consulté aujourd'hui par les philatélistes fiscaux. Ses mises à jour sont publiées dans un périodique lui aussi fondé par Forbin, Le Bulletin fiscaliste. 

## Philatélie organisée
À partir d'octobre 1904, Forbin est membre de la Société française de philatélie fiscale, et y siégé en tant qu'administrateur de 1912 à 1916.[réf. souhaitée] Il participe à la fondation de la chambre syndicale française de la philatélie, et en a longtemps été le doyen[réf. souhaitée].

## Publications
Les catalogues sont tous en langue française :
- Timbres rares, Forbin, Paris, 1895. (Une liste de prix)
- Prix-courant de timbres, cartes, enveloppes et bandes postales de A. Forbin, 1898.
- Prix-courant de timbres, cartes, enveloppes et bandes postales de A. Forbin et Co, 4e édition, 1900.
- Catalogue prix-courant de timbres-poste / Catalogue général de timbres-poste, Yvert & Tellier, Amiens, 1902.
- Catalogue de Timbres-Fiscaux, Yvert & Tellier, Amiens. Trois éditions, 1905, 1909 et 1915. (Troisième édition réimprimée en 1980 et 1991)
- Catalogue Prix Courant de tous les Timbre Fiscaux émis dans le monde entier, vers 1910.
- Catalogue entente cordiale Colonies Françaises & Anglaises / Prix courant de timbres-poste des Colonies Anglaises et Françaises, Forbin, Paris, 1912.
- Catalogue des Timbres Fiscaux de France et Colonies . Trois éditions, 1925, 1931 et 1937.
- Les Timbres Fiscaux d'Allemagne Partie 1 Timbres jusqu'en 1939, 1955.